# Éduscol
Éduscol (stylisé ÉduSCOL) est le site Web officiel français d'information et d'accompagnement des professionnels de l'éducation.
Fondé en 2000, il est édité par la direction générale de l'enseignement scolaire du ministère de l'Éducation nationale et de la Jeunesse.

## Refonte de 2020
Le site est entièrement refondu en novembre 2020 par la DGESCO : le modèle du portail web est remplacé par un modèle de plateforme condenseur dotée d'un moteur de recherche (sur le même modèle que Légifrance). Il intègre également toutes les anciennes pages sur un seul site réparties par thème, une rubrique d'actualité, des liens utiles, et permet d'accéder à la matière en passant par le cycle d'étude.
Cette refonte s'intègre dans le plan de rénovation numérique des institutions de la République, en adoptant la nouvelle charte graphique gouvernementale et un nouveau logo pour le site.